# Opisthoxia quadrifilata
Opisthoxia quadrifilata är en fjärilsart som beskrevs av Felder 1875. Opisthoxia quadrifilata ingår i släktet Opisthoxia och familjen mätare. Inga underarter finns listade i Catalogue of Life.